# Canthyporus parvus
Canthyporus parvus är en skalbaggsart som beskrevs av Omer-cooper 1955. Canthyporus parvus ingår i släktet Canthyporus och familjen dykare. Inga underarter finns listade i Catalogue of Life.